# Elisabeth Nittka
Elisabeth Nittka (* 19. Juni 2003 in Augsburg) ist eine deutsche Schauspielerin.

## Leben und künstlerische Laufbahn
Elisabeth Nittka wurde in Augsburg geboren und wuchs dort auf. Bereits als Jugendliche sammelte sie erste Schauspielerfahrungen im Jugendclub des Jungen Theaters Augsburg sowie im Club Y des Staatstheaters Augsburg. Nach dem Abitur am Gymnasium bei St. Stephan im Jahr 2021 begann sie im Herbst 2022 ein Schauspielstudium an der Otto Falckenberg Schule in München. Seit 2021 ist sie Teil des theter ensemble Augsburg.
Während ihrer Ausbildung an der Otto-Falckenberg-Schule wirkte sie in zahlreichen Inszenierungen mit, unter anderem bei Jahrgangsinszenierungen und Regieprojekten sowie bei der „Langen Nacht der neuen Dramatik“ an den Münchner Kammerspielen. Große Popularität erlangte sie 2025 durch ihr Engagement am Residenztheater (München) durch ihre Rolle als Enkelin Josefa Brandner in der Produktion „Gschichtn vom Brandner Kaspar“ (von Franz Xaver Kroetz).
Im Jahr 2020 übernahm Elisabeth Nittka eine Rolle in der TV-Serie Um Himmels Willen. Zudem war sie an Lehrfilmproduktionen des FWU (Institut für Film und Bild in Wissenschaft und Unterricht) beteiligt.
Im Jahr 2022 wurde Elisabeth Nittka mit dem Kunstförderpreis der Stadt Augsburg in der Sparte Schauspiel ausgezeichnet.
Elisabeth Nittka lebt, studiert und arbeitet in München.

## Theater (Auswahl)

### Münchner Kammerspiele
- 2023: Ein Schwalbenjunge / Un Joven Golondrina. Von Laura Santos. Inszenierung: Florian Fischer (Leseperformance im Rahmen des „Münchner Förderpreises für neue Dramatik“)[7]

### Volkstheater München
- 2024: Based on a true Story by Truman Capote. Ein Video Essay nach dem Roman In Cold Blood. von Truman Capote. Inszenierung: Ruben Müller (Eine Produktion der Otto Falckenberg Schule in Kooperation mit dem Münchner Volkstheater und den Münchner Kammerspielen)[8]

### Residenztheater München
- 2025: Gschichtn vom Brandner Kaspar (als Josefa Brandner, Enkelin von Kaspar). Von Franz Xaver Kroetz frei nach Motiven von Franz von Kobell. Inszenierung: Philipp Stölzl[9][4][10][11][12][13]
- 2025: Pippi Langstrumpf (als Annika). Von Astrid Lindgren für die Bühne bearbeitet von Christian Schönfelder. Inszenierung: Daniela Kranz[14]